# غالتشينو (مقاطعة موسكو)
غالتشينو (بالروسية: Гальчино) هي مدينة في مقاطعة موسكو أوبلاست في روسيا.